# Тюброн, Эмиль
Эмиль Тюброн (фр. Emile Thubron; 1861, Болдон, Великобритания — 22 мая 1927, Токомару, Новая Зеландия) — французский гонщик на моторных лодках, чемпион летних Олимпийских игр 1908.
На Играх 1908 в Лондоне Тюброн вместе со своим экипажем стал чемпионом в открытом классе, хотя в финальной гонке они были единственными из финишировавших.